# دیوان دائمی دادگستری بین‌المللی
دیوان دائمی دادگستری بین‌المللی (انگلیسی: Permanent Court of International Justice) معروف به دادگاه جهانی (به انگلیسی: World Court) یک دادگاه بین‌المللی بود که در پی مادهٔ ۱۴ میثاق جامعه ملل تشکیل شد و از ۱۹۲۲ تا ۱۹۴۶ فعالیت می‌کرد.
مقر این دیوان در لاهه هلند قرار داشت.
در دوران فعالیتش، این دادگاه ۷۹ پرونده (۵۰ پرونده حل اختلاف و ۲۸ تقاضای رأی مشورتی) رسیدگی کرد. در مورد ۲۱ دعوای حل اختلاف قرار عدم صلاحیت و در مورد ۲۰ دعوای حل اختلاف رأی ماهیتی صادر کرد. از ۲۸ مورد درخواست رأی مشورتی فقط در یک مورد از دادن رأی امتناع کرد و در ۲۷ مورد رأی مشورتی صادر کرد.
فعالیت این دادگاه در ۱۹۳۹ با حملهٔ آلمان نازی به هلند در جریان جنگ جهانی دوم متوقف شد و ۱۸ آوریل ۱۹۴۶ از طرف مجمع عمومی جامعه ملل رسماً منحل شد و دیوان بین‌المللی دادگستری جایگزین آن گشت.